# Lule-Skeblejaure
Lule-Skeblejaure är en sjö i Sorsele kommun i Lappland och ingår i Umeälvens huvudavrinningsområde. Sjön har en area på 0,173 kvadratkilometer och ligger 841 meter över havet. Lule-Skeblejaure ligger i Vindelfjällen Natura 2000-område.